# Ёри (кана)
ゟ (より [jo̞ɾʲi]) — лигатура хираганы в японском языке, состоящая из よ и り.
Используется для краткой записи относительной частицы より yori. Пишется двумя чертами. Редкий символ, встречается почти исключительно в вертикальном письме.

## Кодировка
В 2000 году была добавлена в стандартный набор JIS X 0213 (код 1-2-25), а также в Юникод (версия 3.2, код U+309F).
У данной лигатуры также есть аналог в катакане — , но на данный момент он не внесён в Юникод.